# Stanisław Korytko
Stanisław Korytko herbu Jelita – podczaszy czernihowski w latach 1685–1730, podstarości lwowski w latach 1716–1725, pisarz grodzki lwowski w latach 1698–1716, sędzia kapturowy ziemi lwowskiej w 1696 roku, pułkownik wojska powiatowego województwa ruskiego w 1703 roku, rotmistrz wojska powiatowego ziemi lwowskiej w 1703 roku.
Był członkiem konfederacji sandomierskiej 1704 roku.